# Chocolate (Kylie Minogue-dal)
A Chocolate című dal az ausztrál énekes-dalszerző Kylie Minogue harmadik, és egyben utolsó kimásolt kislemeze 9. Body Language című stúdióalbumáról. A dal 2004. június 28-án jelent meg a Parlophone és Festival Mushroom kiadóknál. A dal írója és producere Johnny Douglas, valamint Karen Poole. A dal egy ballanda, amely a "csokoládé" imádattal írja le Minogue szerelmi megszállottságát. Ez egy csendes "vihardal", amely diszkó és funk elemeket is tartalmaz, valamint lélegző suttogó éneket alkalmaz. 
A "Chocolate" kritikai fogadtatása vegyes volt. Néhány kritikus a kereskedelmi vonzerejét, és Minogue énekét részesítette előnyben, míg néhányan a megjelenését bírálták. Ausztráliában a dal nem jutott be a Top 10-be, és a 14. helyen érte el a csúcsot. Az Egyesült Királyságban feljebb került, ahol Minogue 27. Top 10-es slágere lett, miután a 6. helyen debütált. A dal Magyarországon és Olaszországban is Top 20-as sláger lett. 
A dalhoz tartozó klipet Dawn Shadforth rendezte, és a Metro-Goldwyn-Mayer musicalek előtti tisztelgésnek képzelték el. A klipben Minogue és táncosai egy teremben vannak, és Michael Rooney általi koreográfiát táncolnak. A dalt Minogue a Money Can't Buy című egyszerű showműsorban adta elő, és a brit Top of the Pops című műsorban. A dal felkerült az énekesnő Showgirl: The Greatest Hits Tour és Showgirl: The Homecoming Tour turnék setlistájára is.

## Előzmények és összetétel
Minogue 8. stúdióalbuma, a Fever globális sikerét követően elkezdett dolgozni 9. Body Language című albumán. A 80-as évek elektronikus zenéje által ihletett dance-pop album érdekében Minogue olyan munkatársakat vett fel, mint Johnny Doublas, aki korábban a Light Years albumon is dolgozott vele, és Karen Poole-val. A duó együtt írta a "Chocolate" című dalt, és a produceri munkálatokban is részt vette. Minogue hivatalos honlapja szerint a "Chocolate" volt az egyik kedvenc az albumról. Johnny Douglas producer egy interjúban kijelentette, hogy a dal eredeti verziójában Ludacris rapper szerepelt. Az együttműködéssel kapcsolatos információk egy Kylie fórumon szivárogtak ki az interneten, és úgy tűnt, hogy a rajongók nem akarják, hogy Minogue együttműködjön a rapperrel. Félve a rajongói visszhangoktól, a rap részt eltávolították a dal végső változatából. A rap eltávolításával Johnny Douglasnak ki kellett találnia egy szekciót, hogy Kylie énekeljen a rap helyett. A társíró Karen Poole nem volt a stúdióban, ezért Johnnynak magának kellett az új szekciót létrehoznia, mivel Minogue-nak aznap délután kellett befejeznie a dal felvételét. A dalt a Body Language harmadik kislemezeként választották ki, és 2004. június 28-án jelent meg világszerte a Festival Mushroom, és a Parlophone kiadók által. A kislemez maxi CD verziója tartalmazza a B. oldalas "City Games" című dalt, amely az egyik első dal volt az albumhoz, amely elkészült.
A "Chocolate" egy ballada, amelyben számos műfaj megtalálható, beleértve a diszkót, a funk stílust. Minogue énekhangja szintetizált, lélegző, és suttogó módon szólal meg. A Spin zenei magazin kritikusa szerint a dal a csokoládéhasonlaton keresztül írja le Minogue "szeretetfüggőségét". A PopMatters kritikusa Adrien Begrand "gőzösnek" nevezte a dalszövegeket, a „Hold me and control me and then/ Melt me slow down” című sort említve. Helen Pidd a The Guardiantól úgy találta, hogy a dalszövegek telve vannak "szacharikus" célzásokkal.

## Kritikák

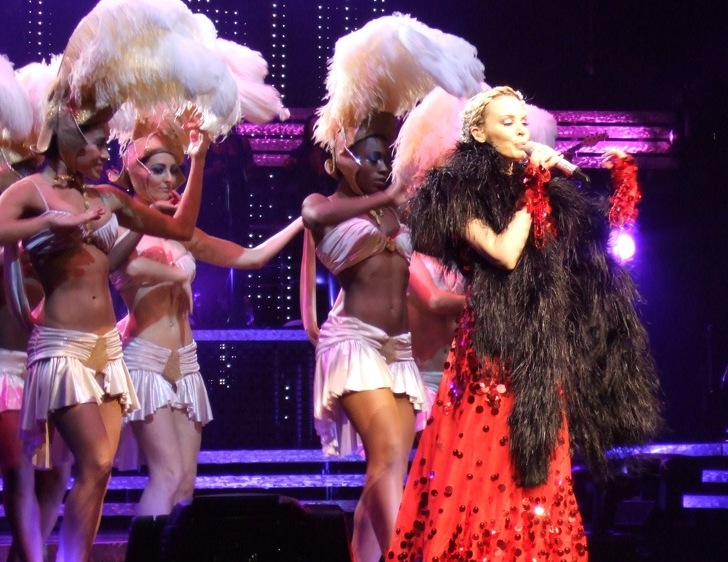
Minogue és táncosai előadják a "Chocolate" című dalt Sydney-ben, a Showgirl: The Homecoming Tour turnén.

A The A.V. Club kritikusa, Andy Battaglia úgy vélte, hogy a ballada kivitelezés szempontjából sikeres volt, és úgy jellemezte, mint egy szellőt, csattanó funk stílussal. Adrien Begrand a PopMatterstől kiemelte a Body Language második feléből, és megjegyezte, hogy megakadályozza, hogy az album utolsó fele teljes időpocsékolás legyen. Minogue énekesi teljesítményéről írt Eric Seguy a Stylus magazintól, és azt mondta: "Kylie tökéletes előadóművésznek bizonyult, aki átszeli az akadályokat a "Promises" és a "Chocolate" vad diszkója között". A Slant magazin szerkesztője, Sal Cinquemani Minogue énekhangját, a brit Mono zenei duóhoz hasonlította, és úgy érezte, hogy a dal hangszíne Madonna "homályos melankóliájához" hasonlított az 1994-es Bedtime Stories című albumon. Vegyes kritikák érkeztek a The Guardian kritikusától, Helen Piddtől, aki elismerte a dal kereskedelmi vonzerejét, de úgy érezte, hogy "túl elavultnak" hangzik ahhoz, hogy Beyoncé vagy Missy Elliott bármiféle ütést tudjon adni a feldolgozott dalszöveg hiánya miatt. A magazin azt is érezte, hogy a dal témájával már foglalkoztak "kisebb előadók" mint Mandy Moore amerikai énekes-dalszerző.
A "Chocolate" című dal utólagos kritikai értékelései kedvezőnek bizonyultak. A 2021-es The Monthly című folyóiratban Lesley Chow úgy jellemezte a dalt, mint a Body Language vezető kislemezét, a Slow-t, mint a művészet és a zene két leglebilincselőbb házasságát, amely valaha elkészült. Hozzátéve, hogy ezekkel a kiadásokkal Kylie és csapata a pop egy valószínűtlen élcsapatának részévé vált. Cameron Adams a Herald Sun munkatársa a 45. helyre helyezte a dalt, az énekesnő legjobb dalainak listáján, 50. születésnapja tiszteletére, és a "leglélegzetelállítóbb" dalának nevezte, "mely úgy hangzik, mintha a háztömb körül futva vette volna fel. Kylie soha nem lépte át a határt a szexitől a bolondig bezárólag, és ez egyre finomabb megnyilvánulás". Guillermo Alonso a Vanity Fair spanyol kiadásától azt mondta: "Ha volt sikeres R&B megközelítés, az kétségtelenül a "Chocolate" volt, mely egy kifinomult, érzéki, és magával ragadó dal".

## Kereskedelmi sikerek
Minogue szülőhazájában, Ausztráliában a "Chocolate" a 14. helyen debütált az ARIA kislemezlistáján, és ezzel ez lett az első olyan kislemeze a Your Disco Needs You óta, amelyik nem lett Top 10-es helyezés. A dal csupán négy hétig volt slágerlistás helyezett. Hasonlóképen az olasz kislemezlistához, ahol szintén a 14. helyen debütált, így Top 20-as helyezett lett, azonban a következő héten kiesett a listáról. A kislemez nagyobb sikert aratott az Egyesült Királyságban, ahol a brit kislemezlista 6. helyére lépett, és teljesedett ki, hét hetet töltve összesen a Top 100-ban. Ez lett Minogue 27. legjobb Top 10-es slágere az országban.

## Videoklip
A dalhoz tartozó klipet Dawn Shadforth rendezte, míg a táncosokat Michael Rooney koreografálta. Shadforth és Rooney korábban már dolgoztak együtt Minogue-val, a "Can't Get You Out of My Head" videóján. A klipet az amerikai Metro-Goldwyn-Mayer médiavállalat által készített, régi musicalek előtti tisztelgésnek képzelték el. A klip egy 40 másodperces balettprogramot tartalmaz, amelyhez Minogue-t Roodney edzette négy napig. Elismerte, hogy a gyakorlatok fárasztóak voltak, de úgy érezte, hogy a végtermék eredményes "klasszikus" lett. Az énekesnő szerencsésnek érezte magát, hogy be tudott illeszteni egy balett részt a videóban, és úgy vélte, hogy ez sokban különbözik a repertoárja többi részétől. Julia Aspinall a Kylie: Queen of the World című könyv szerzője azt írta, hogy Minogue "gall elegáns stílust" választott a videóhoz. Aspinall úgy érezte, hogy Minogue "teljesen átérezte a szerepét" , mely annak köszönhető, hogy hatással volt rá akkori barátja Olivier Martinez, egy francia színész. A 2004-es 10. éves American Choreography Awards-on Rooney-t a "Kiemelkedő koreográfia teljesítmény" kategóriában jelölték a "Chocolate" című videóért.
A videó azzal kezdődik, amint Minogue egy sötét szobában pózol, csillogó jelmezben, melyre szivárványfényt vetítenek. Ezután egy fal előtt mutatják be lebegő gesztenyebarna ruhában. Ahogy a bevezető véget ér, és az első versszak elkezdődik, Minogue megjelenik egy teremben, és különböző táncrendeket ad elő, számos testhez simuló bodyban lévő táncossal. Az énekesnő öltözéke egy redős piros organza ruhából áll, amelyet Helmut Lang osztrák divattervező tervezett. (2006-ban Minogue ezt a jelmezt a Melbourne-i Művészeti Központnak adományozta, ahol a Kylie Minogue gyűjteményben látható). A táncosok kaleidoszkópszerű elrendezésű felvételei közbevágnak. Néhány másodperccel később Minogue és egy férfi együtt táncolnak egy teremben. Táncuk azzal ér véget, hogy a férfi lassan lefekteti Minogue-t a padlóra, és otthagyja. Tizenkét arany és pasztellrózsaszín ruhás nő táncol egy sötétbarna padlón, amelyről kiderül, hogy Minogue kalapja, amikor a kamera kipörög. Integet egy távoli személynek, majd kitépi a szirmokat a kezében lévő rózsaszín rózsából. A videó többi része véletlenszerűen átszórja az összes előző jelenetet. A videó operatőri munkáját dicsérve Lesley Chow művészeti, és zenei író úgy fogalmazott, hogy "ez a videó a megadás hihetetlenül romantikus víziója", majd hozzátette: Shadforth meleg testének ábrázolása egy érzéki világban a női tekintet egyik leglenyűgözőbb felismerése a klipben".

## Élő előadások
2003. november 15-én a londoni Hammersmith Apollo szórakozóhelyen a Money Can't Buy című egyszeri koncertet tartottak a Body Language népszerűsítése céljából. A "Chocolate" felkerült a koncert setlistájára, és a "Bardello" második felvonásában hangzott el. 2004. június 25-én Minogue feltűnt a brit zenei műsorban, a Top of the Pops-ban, és előadta élőben a dalt. Július 9-én másodszor is elénekelte a dalt.
A "Chocolate" 2005-ben felkerült a Minogue Showgirl: The Greatest Hits Tour setlistájára is, azonban Minogue nem tudta befejezni a turnét, mivel korai mellrákot diagnosztizáltak nála, és le kellett mondania a turné ausztrál szakaszát. A kezelés és gyógyulás után 2006-ban folytatta a koncertturnét Showgirl: The Homecoming Tour címen, és a dal ismét felkerült a setlistájára.

## Formátum és számlista
"A Love at First Sight" élő felvétele a Hammersmith Apollo-ban volt 2003. november 15-én.
| - Ausztrál CD single 1. "Chocolate" (radio edit) – 4:02 2. "City Games" (Kylie Minogue, Karen Poole, Richard Stannard, Julian Gallagher) – 3:44 3. "Chocolate" (Tom Middleton Cosmos mix) – 7:31 4. "Chocolate" (EMÓ mix) – 4:32 5. "Love at First Sight" (live) – 4:59 6. "Chocolate" (video) - UK limitált kiadású picture disc bakelit A1. "Chocolate" (Tom Middleton Cosmos mix) – 7:31 A2. "Chocolate" (radio edit) – 4:02 B1. "Chocolate" (EMÓ mix) – 6:54 - UK CD1 és Európai CD single 1. "Chocolate" (radio edit) – 4:02 2. "Love at First Sight" (live) – 4:59 | - UK CD2 1. "Chocolate" (radio edit) – 4:02 2. "City Games" – 3:44 3. "Chocolate" (Tom Middleton Cosmos mix) – 7:31 4. "Chocolate" (EMÓ mix) – 4:32 5. "Chocolate" (video) - Digitális letöltés 1. "Chocolate" (EMÓ dub) – 7:52 2. "Chocolate" (EMÓ mix) – 6:54 3. "Chocolate" (Tom Middleton Cosmos mix) – 7:31 - Digitális letöltés– "City Games" 1. "City Games" – 3:42 |

## Slágerlista
| Slágerlista (2004)                    | Legjobb helyezések |
| ------------------------------------- | ------------------ |
| Ausztrália (ARIA)                     | 14                 |
| Ausztria (Ö3 Austria Top 40)          | 58                 |
| Belgium (Ultratip Flanders)           | 2                  |
| Belgium (Ultratip Wallonia)           | 3                  |
| CIS (TopHit)                          | 69                 |
| Europe (Eurochart Hot 100)            | 17                 |
| Franciaország (Single Top 100)        | 69                 |
| Németország (Media Control Charts)    | 43                 |
| Greece (IFPI)                         | 14                 |
| Hungary (Single Top 40)               | 7                  |
| Írország (IRMA)                       | 26                 |
| Olaszország (FIMI)                    | 14                 |
| Netherlands (Dutch Top 40 Tipparade)  | 3                  |
| Hollandia (Single Top 100)            | 45                 |
| Romania (Romanian Top 100)            | 2                  |
| Skócia (Scottish Singles Top 40)      | 10                 |
| Svájc (Schweizer Hitparade)           | 53                 |
| Egyesült Királyság (UK Singles Chart) | 6                  |

| Slágerlista (2004) | Helyezés |
| ------------------ | -------- |
| UK Singles (OCC)   | 139      |